# Asterivora colpota
Asterivora colpota là một loài bướm đêm thuộc họ Choreutidae. Nó được tìm thấy ở New Zealand.
Sải cánh dài khoảng 13 mm. 